# Stenus torus
Stenus torus är en skalbaggsart som beskrevs av Benick. Stenus torus ingår i släktet Stenus och familjen kortvingar. Inga underarter finns listade i Catalogue of Life.